# 艾米 (作家)
艾米是天津出身，後移居美國的美籍華人，愛情小說家，主要在文學城和博客上發佈作品，代表作為《山楂樹之戀》。

## 生平
艾米出身天津市，後來與丈夫黃顏移居美國。自2005年開始在文學城上發佈紀實性長篇小說，小說多以身邊的人故事為藍本進行創作，包括朋友，網友和自己的子女。《山楂樹之戀》原稿為艾米朋友靜秋創作的一篇短篇小說，有一年靜秋在春節拜訪艾米，將這小說贈與了艾米，艾米就以此為藍本創作《山楂樹之戀》。小說在文學城上連載，作品連載數月引起讀者迴響和轉載到中國大陸的網絡上，引起大量論壇、博客和貼吧的討論，2007年小說在中國大陸出版，艾米在9月開設博客，並連載小說。同年小說獲選《当代》长篇小说年度最佳读者奖和《亞洲週刊》舉辦的2007中文十大小說的第一名。小說的流行，讓「山楂樹之戀」成為「超越時代純真初戀情感的代名詞」，學術界將小說及衍生作品的流行現象稱為「山楂樹現象」。
2010年在完成《竹马青梅》之後，宣佈封筆休息數年。2015年再次進行創作，聚焦當時留美生子、丈夫出軌等敏感話題，出版了《完美告别》。

## 創作風格
艾米有一份全職工作，寫作為業餘愛好，在創作上並沒有太大的壓力，在一次訪談中她表示「我不靠写作谋生，也没有获奖的追求，更不指望靠文字流芳千古，所以有东西写就写写，没东西就算了」。小說的創作靈感和藍本來自身邊的人或自身，在素材的幫助下，創作很流暢，也沒有創作瓶頸。她也自認為是一個「較真兒」的人，認為只有服從真理，不被情緒支配，才能寫出「美的東西」。行文用字上較少使用形容詞，多用短句，不使用華麗描述。

## 主要作品
- 《致命的温柔》（2005年）[11]
- 《山楂樹之戀》（2007年）[1]
- 《竹马青梅》（2010年）[1]
- 《完美告别》（2015年）[8]
- 《暮色苍茫》（2016年）[3]

### 衍生作品
- 2008年紀錄片《走进山楂树之恋》[4]
- 2010年電影《山楂樹之戀》
- 2012年電視劇《山楂樹之戀》
- 2014年話劇《山楂樹之戀》
- 2022年開拍的電視劇《竹马青梅》[12]